# محمد شطناوي
محمد شطناوي (مواليد 17 أغسطس 1985) لاعب كرة قدم أردني يجيد اللعب في مركز حراسة المرمى مع منتخب الأردن الوطني والفيصلي في الدوري الأردني.
يعد محمد الشطناوي أول حارس أردني امام فرق مثل الاورغواي وكلومبيا.

## روابط خارجية
- محمد شطناوي على موقع ناشيونال فوتبول تيمز (الإنجليزية)
- محمد شطناوي على موقع كووورة
- اللاعب محمد شطناوي على موقع كووورة.